# 赤軍パルチザン
赤軍パルチザン（せきぐんパルチザン）とは、ソビエト連邦がモスクワ放送などで指揮した、共産主義のゲリラ部隊。大祖国戦争中に結成され、ドイツ国防軍占領地や、フィンランドの国境近くで、枢軸国軍と戦った。海外ではソビエトパルチザンに準じた名称を使用する場合が多い。

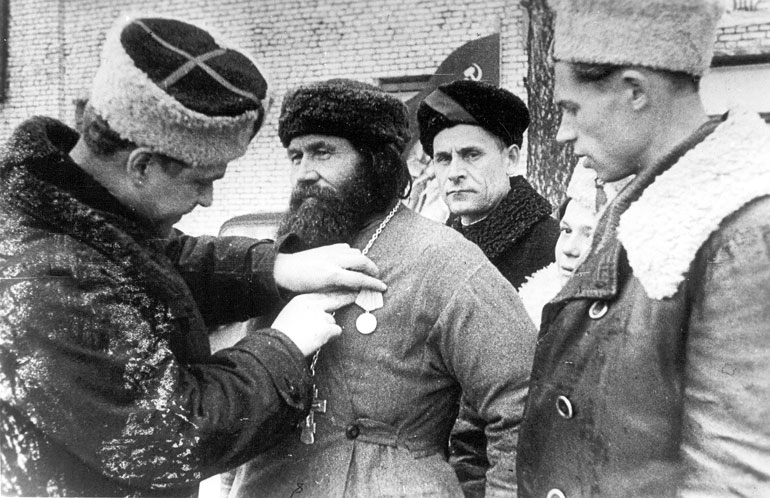
村の司祭であるパルチザンに勲章「大祖国戦争のパルチザン」を授与している様子。

また、パルチザンという名称はイタリア語のpartigianoからきたフランス語で、本来は党員、仲間という意味である。

## 概要

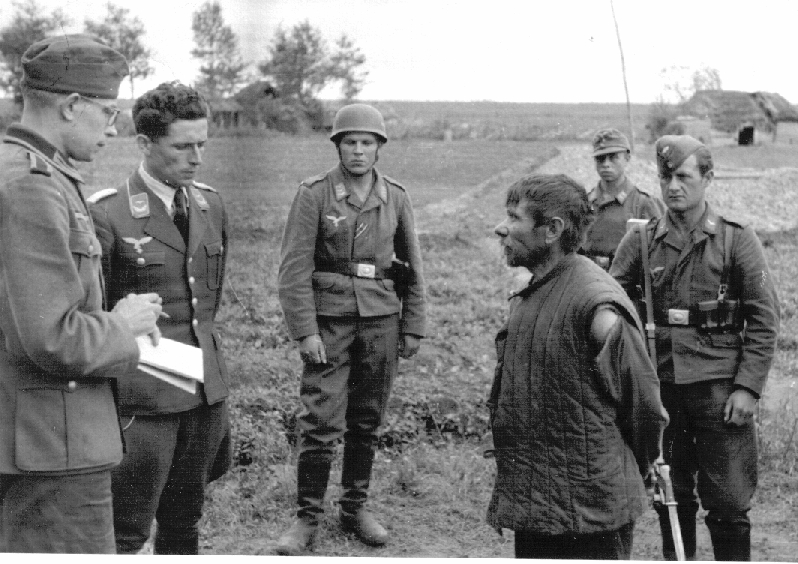
ドイツ空軍によるソ連のパルチザンの尋問（ロシア 1942年）

赤軍をモデルとして作られたパルチザンはソ連政府の統制および指揮を受け、ドイツ国防軍の占領地、特に道路や線路など、補給に関わる輸送機関の破壊を始めとした後方支援の妨害、小規模な待ち伏せ攻撃(遊撃戦)を主な活動内容としていた。
1941年7月29日、人民委員会議と共産党が発した指令の内部でパルチザン活動に関する概略が述べられた。当初のパルチザン部隊は赤軍兵士および破壊大隊、地方の共産党員、コムソモール、ソビエト活動家によって構成され、ソ連当局の資料によると1941年夏の時点ですでに231個の｢派遣隊｣が活動しており、同年の終わりまでに437個が編成され7200人以上が従軍した。

## ベラルーシ

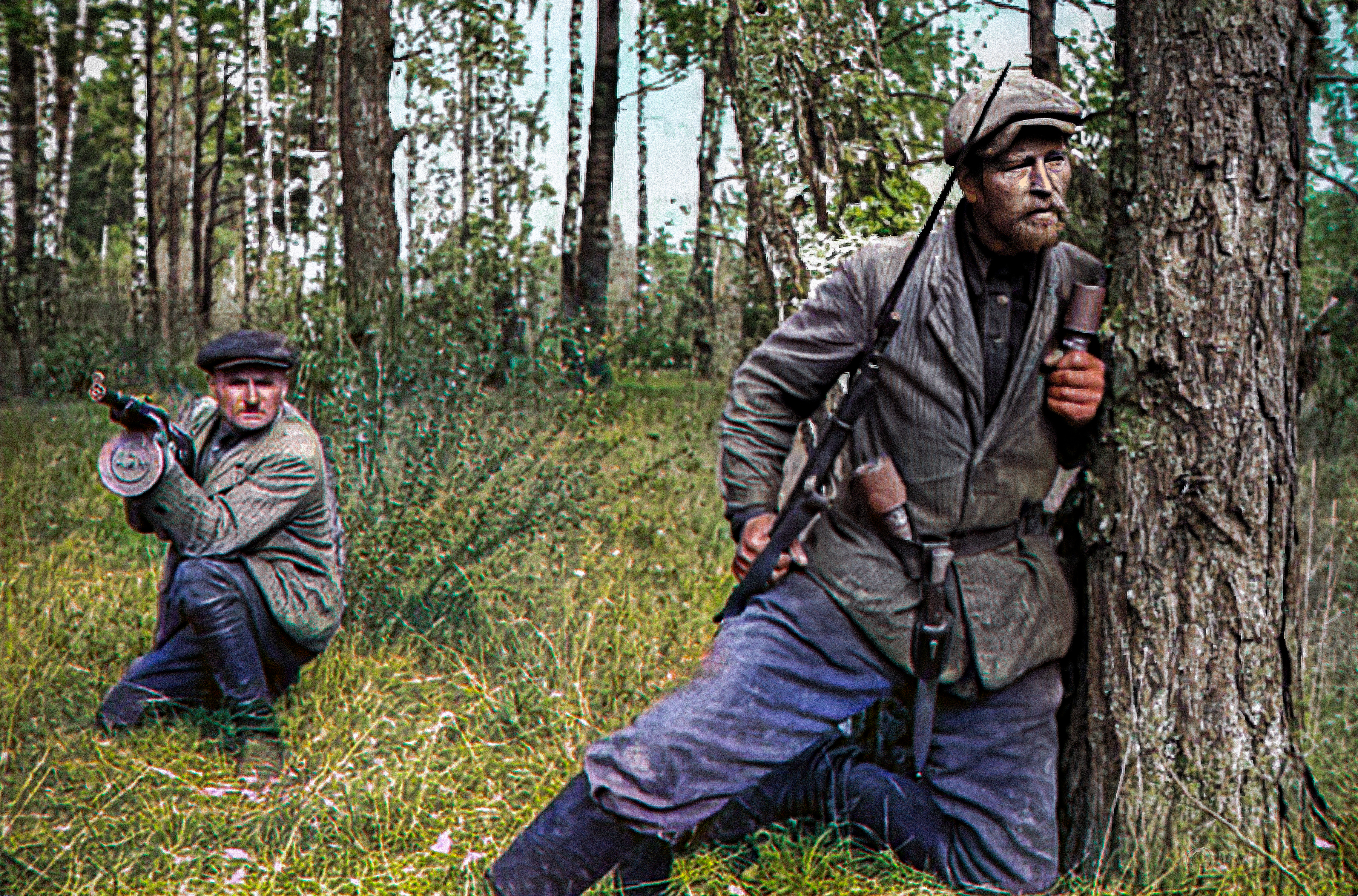
ベラルーシ 1943年

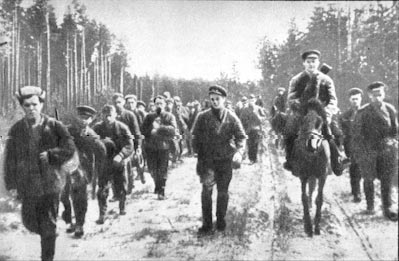
1944年の反攻作戦中、ベラルーシ内を行軍するソ連のパルチザン

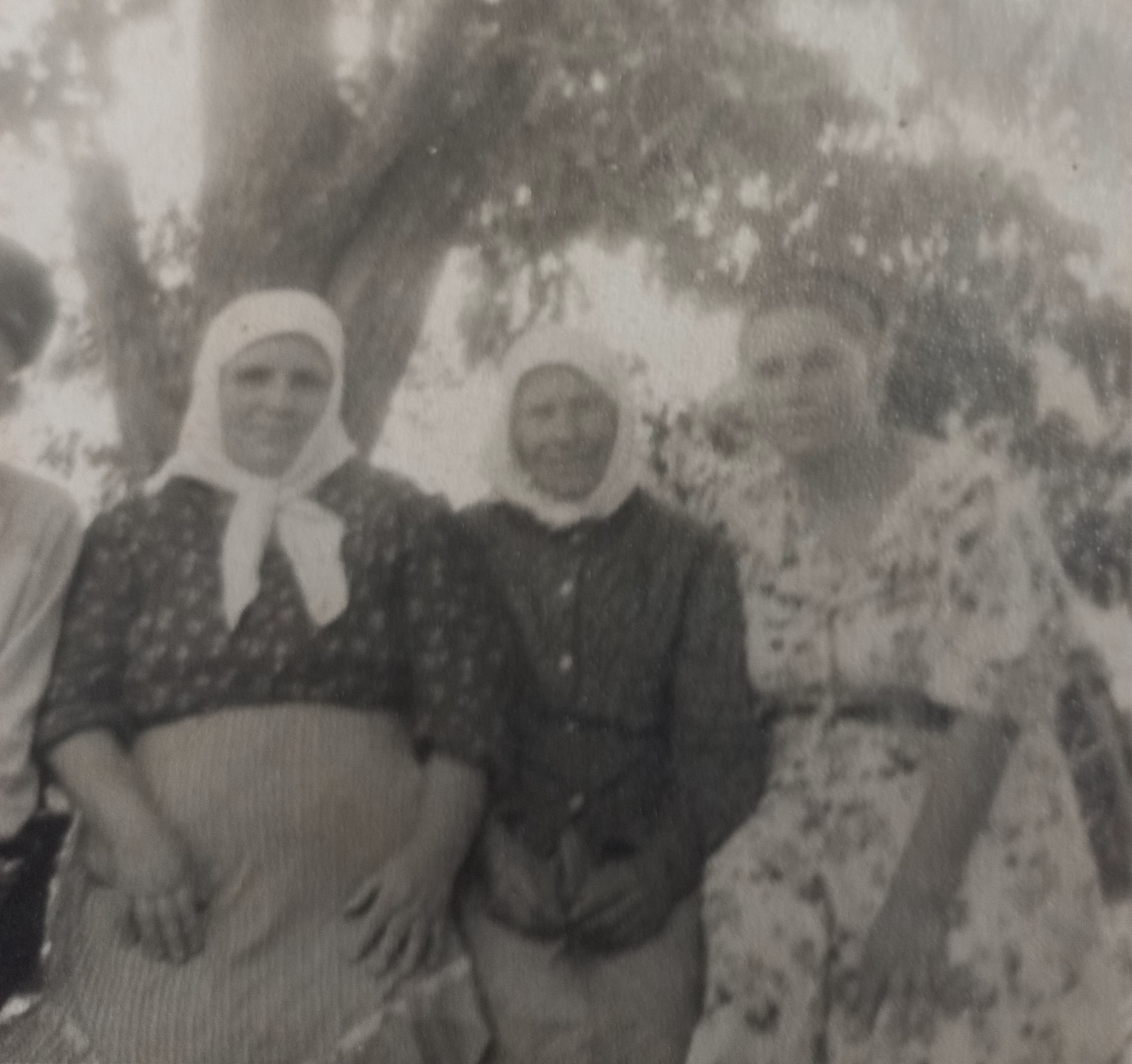
中央のルキヤ・スタチェンコはパルチザンを支持したウクライナ民間人の一人だった。

ベラルーシには深い森林や沼沢地が多く、モスクワに繋がる道路や線路が集中しているためソ連政府はパルチザン活動が重要になると考え、｢種子部隊｣を派遣してバルバロッサ作戦の際に取り残された赤軍兵士と合流させ、後方のかく乱を行ったが、戦線がさらに遠のくと支援が得にくくなり、1942年3月まで大規模な支援は得られなかった。
赤軍のラジオ放送は同年四月まで届かず、地元の人々の支持を得られなかったために活動は困難なものとなった。モスクワの戦いで赤軍が勝利するとパルチザン兵の士気は高まったが、冬季大反攻が経過するまでベラルーシそしてドイツ占領地域全体におけるパルチザン運動に転機は訪れなかった。1942年春、独ソ戦1年目の経験から派遣隊は旅団に統合され始めた。部隊の調整や増強、再編、補給路の設立が行われてパルチザンの戦闘能力を高め、年末までに鉄道に対するサボタージュによりドイツ軍の機関車数百両、貨車数千両が破壊された。この年、地域行政に対するテロ活動が目立ち、結果として住民のうち一部ではあったが反パルチザン部隊に加わったものもいた。同年11月にはパルチザンの兵力は4万7千人に達していた。
1943年1月の時点でパルチザン兵士5万6千人中ベラルーシ西部で活動していたのは1万1千人で、東部の人数より地元住民1万人につき3.5人少なかった。

## ウクライナ

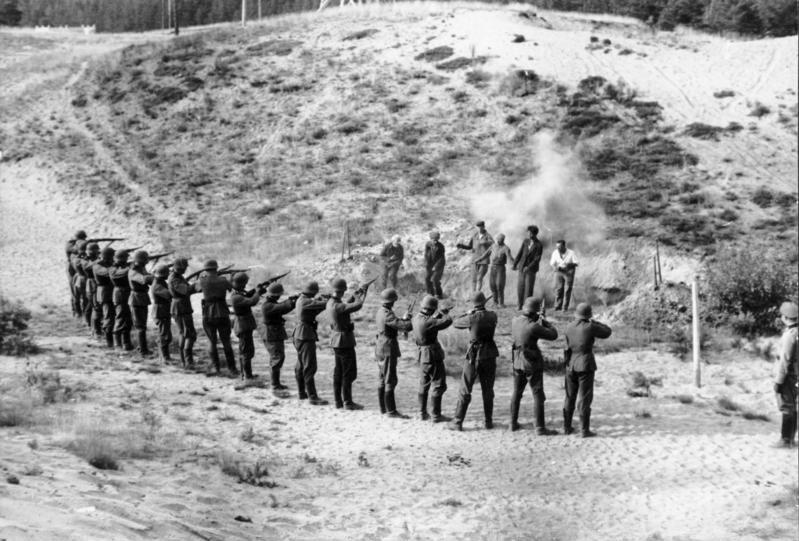
ドイツ国防軍によって銃殺刑に処されるパルチザン。1941年

1941年8月から1942年3月の初めにかけて、3万人のパルチザンが1800以上の支隊に組織された。1942年5月には、約1918人からなる37の支隊が活動していた。1942年から43年にかけて、シディル・コフパクに率いられたパルチザン部隊はブライアンスクの森からピンスク、ヴォリン、リウネ、ジトーミル、キエフを通じ、ウクライナ東部のドイツ軍へ襲撃を行っている。1943年にはカルパティア山脈で作戦を実施した。コフパクのパルチザン部隊は、ドイツ軍の補給などに多大な損害を与えるなどパルチザン部隊の力と戦果の急激な増大は、ドイツ参謀本部にヒトラーに対して、パルチザンへの対処法として毒ガスの使用を考案させることになった。ドニプロペトロウシク州で活動していたパルチザンは、南部と南西部の前線部隊と共に戦い、1941年10月から11月のドンバスにおけるドイツの攻勢を抑制することに成功した。また、ノボモスコフスク地方で活動するパルチザンは、捕虜収容所を襲撃し、300人の捕虜を解放している。
こうしたパルチザンの活動に手を焼いていたドイツ国防軍は、 パルチザンや、ウクライナの民族主義者に数々の虐殺行為を行っている。現地人の処刑や焼き討ち、時には体に銃剣を何度も刺したり、生きたまま焼かれるといった具合であった。

## ロシア
ブリャンスク方面では、パルチザンはドイツ軍の後方で広大な領域を支配していた。1942年の夏には面積1万4千平方キロメートル、人口20万人を掌握していた。ロシアのドイツ軍占領地ではアレクセイ・フョードロフ、アレクサンドル・サブロフらに率いられた6万人のパルチザンが活動し、ベルゴロド州、オリョール州、クルスク州、ノヴゴロド州、レニングラード州、プスコフ州、スモレンスク州などの地域で活発に動いた。このうちオリョールとスモレンスクのパルチザンはドミトリー･ニコラエヴィッチ･メドヴェージェフに指揮されていた。

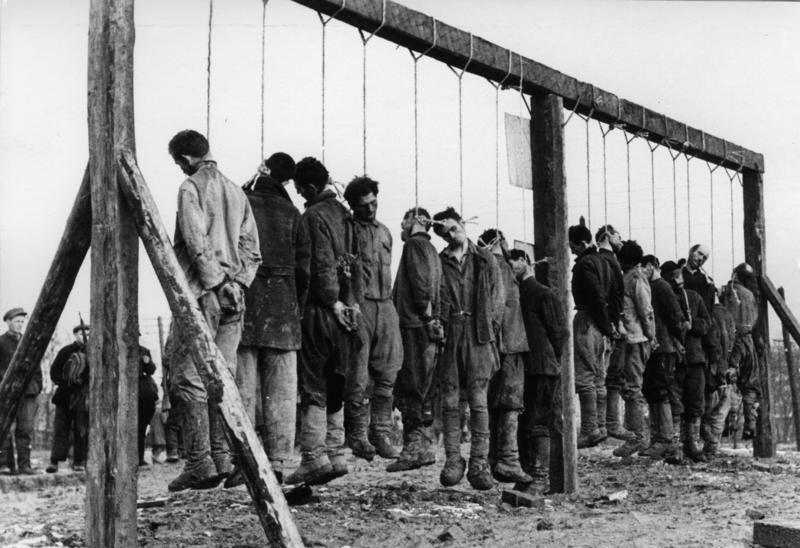
絞首刑に処されるパルチザン

クルスクの戦いで赤軍が優位になる中、1943年8月3日にパルチザンはドイツ軍の鉄道インフラを破壊することを目的とした作戦「鉄道の戦い」を開始した。一ヶ月の間に、ウクライナ、ベラルーシ、スモレンスク、オリョール、レニングラードの各都市の付近で活動する10万人以上のパルチザンが鉄道、列車、橋、駅を次々と爆破し始めた。パルチザンによって21万5000本の鉄道と数十の橋が破壊され、1千以上の列車が脱線し、補給を寸断。駅や鉄道に近い孤立したドイツ軍を襲撃した。これらの作戦により、ドイツ軍の輸送と交通は40％も減少した。ドイツ軍は赤軍の攻撃にさらされて後退しつつ、補給が断たれたため、必要な装備と食料の急激な欠乏に陥った。
　1943年9月19日、パルチザンは、第2作戦（コードネーム「コンサート」）を開始した。この時は、クリミア半島とバルト三国のドイツ占領地域の同志らも、作戦に加わった。
　ひと月半の間に、ウクライナ、ベラルーシの各共和国、スモレンスク、オリョール、レニングラードの各都市の付近で活動する10万人以上のパルチザンが鉄道、列車、橋、駅を爆破し始めた。
1943年に赤軍がロシア西部とウクライナ北東部の解放に着手すると、フョードロフ、サブロフ、メドヴェージェフらは独軍占領下のウクライナ中部･西部に移動してパルチザン活動を続けるよう命令された。

## ポーランド

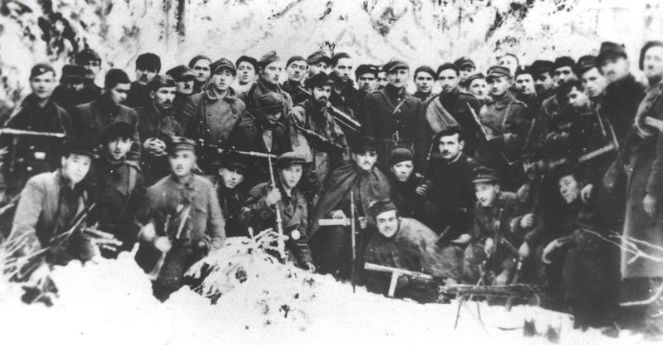
1944年8月5日 キェルツェでのポーランド人パルチザン

ソ連のパルチザンは、ソ連に抵抗するポーランド人のパルチザンや、村、小さな町を襲撃した。ポーランド人パルチザンが潜んでいるとみなされた村に対する残忍な虐殺行為は後を絶たなかった。ポーランド人のパルチザンに対する同様の攻撃はウクライナでも行われ、 ソ連のパルチザンはポーランド人のパルチザン指導者を射殺し、信用を失墜させ、武装解除し、解散する権限を与えられていた。 協力の口実で、ポーランド人指導者を交渉に招き、逮捕または殺害して、指揮を混乱させるという戦略であった。
1944年の春、ポーランド南東部に位置するヤノフスキ森は、数々のパルチザン部隊が集結する中心地となっていた。赤軍が既にポーランド国境に迫っていた状況から、ドイツ軍参謀は、ヤノフスキ森のパルチザンを殲滅する作戦を立てた。 そして6月8日にドイツ国防軍約3万人がヤノフスキ森の3千人のパルチザンを包囲殲滅すべく、作戦「旋風1」を開始した。劣勢であったが、パルチザンは激しく抗戦。6月14日の、Porytowe Wzgórzeではかなりの激戦となった。終始パルチザンは、必死の抵抗を続け、ドイツ軍の攻撃を持ちこたえた。そしてドイツ軍の火砲を鹵獲し、それが包囲を破る助けとなった。
　夜が来るとパルチザンは脱出し、ドイツ軍は追撃を諦めた。 パルチザン側の損害は200人戦死、ドイツ側の損害は600人が死亡し、1400人が負傷した。     

## フィンランド

パルチザンの活動場所

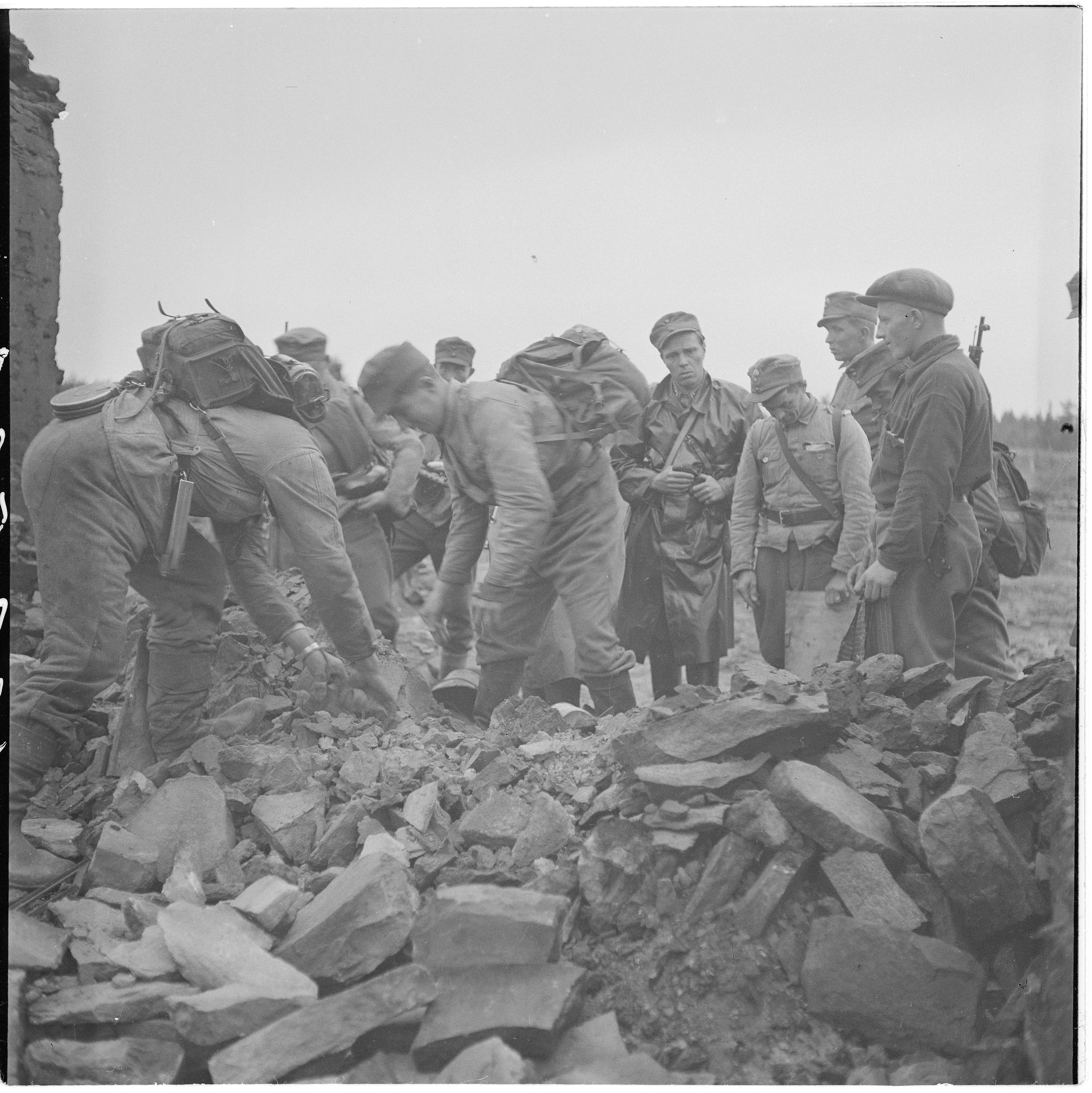
ソ連のパルチザン襲撃後のヴィアンキ村。（1943年7月7日）

継続戦争中、フィンランド軍が東カレリアを占領すると、現地のロシア人と一部のカレリア人がパルチザンとなった。数は1,500〜2,300くらいだったが、最終的に約5,000人のパルチザンが、フィンランド軍と戦った。カレリアのパルチザンの場合、パルチザン部隊が占領地内で作られなかったことが特徴として挙げられる。その人員はソ連領内から集まっており主に前線で活動していたことも、他の地域のパルチザンと異なる。パルチザンはフィンランド語のプラウダやロシア語の『レーニンの旗』というプロパガンダ新聞の配布をすることもあった。フィンランドとカレリアで活動したパルチザンに、後のソ連共産党中央委書記長、ソビエト連邦の指導者となるユーリ・アンドロポフも加わっていた。東カレリアでは、フィンランド軍の補給路の撹乱や通信の阻害を目的としたがパルチザンは、戦争とは無関係の民間人を攻撃目標とし、各地の村を無差別に襲撃、大勢の村人を殺害している。犠牲者のほとんどが女性、子供、高齢者であったという。